# Rosa dumalis
Rosa dumalis là loài thực vật có hoa trong họ Hoa hồng. Loài này được Bechst. miêu tả khoa học đầu tiên.

## Hình ảnh

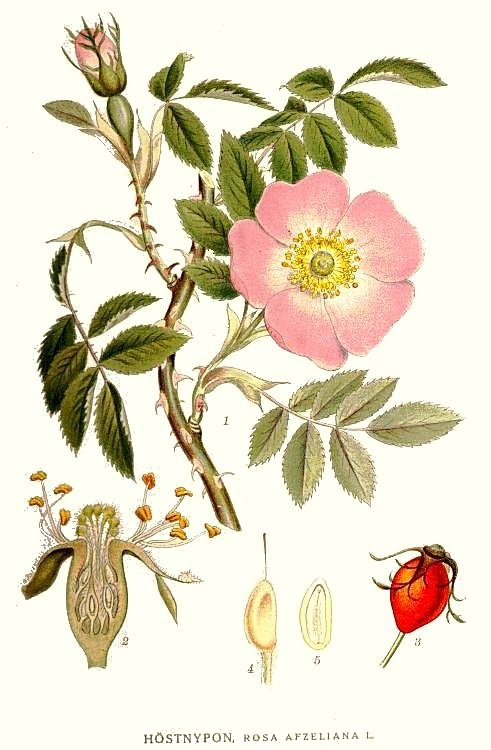
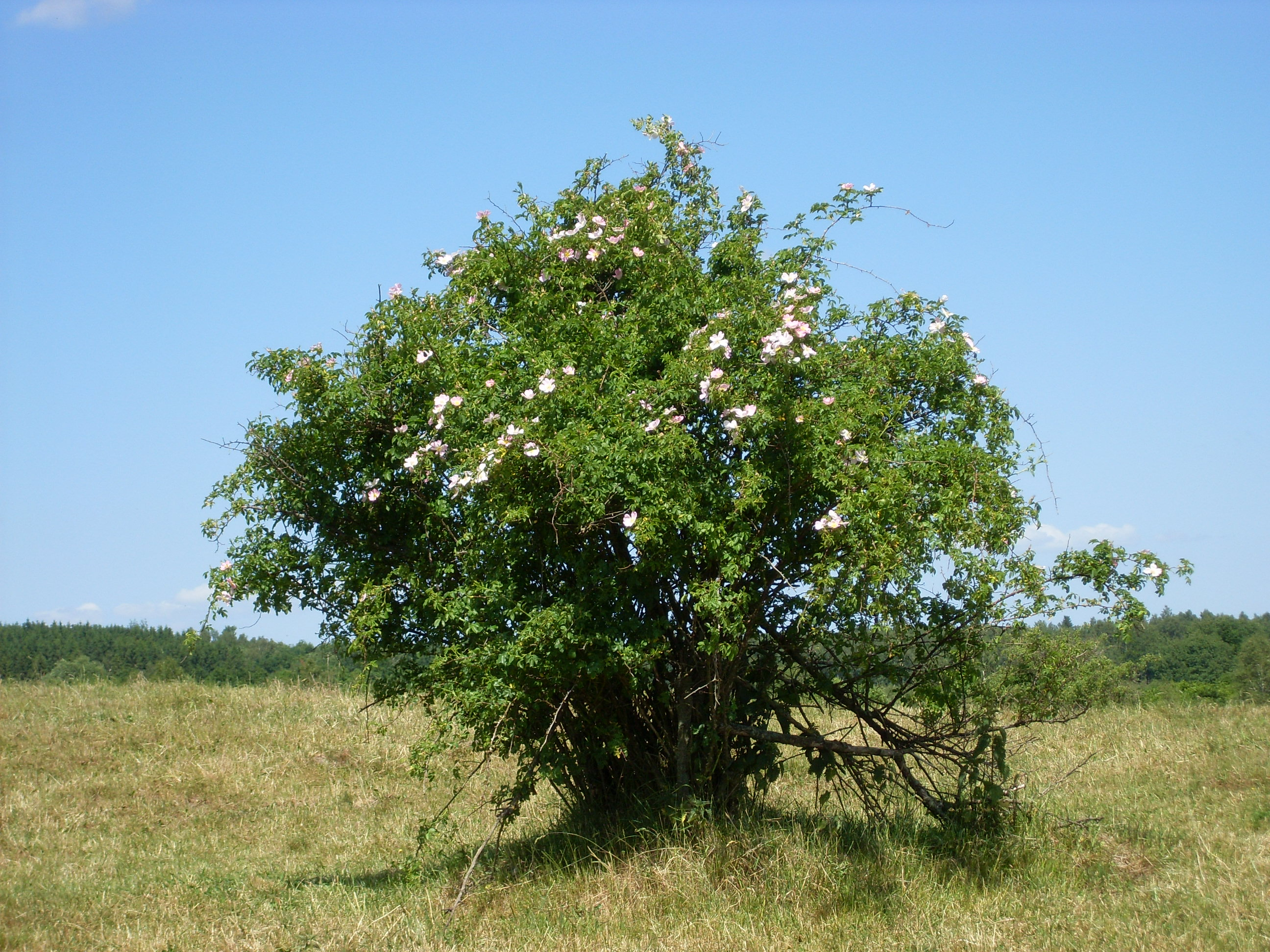
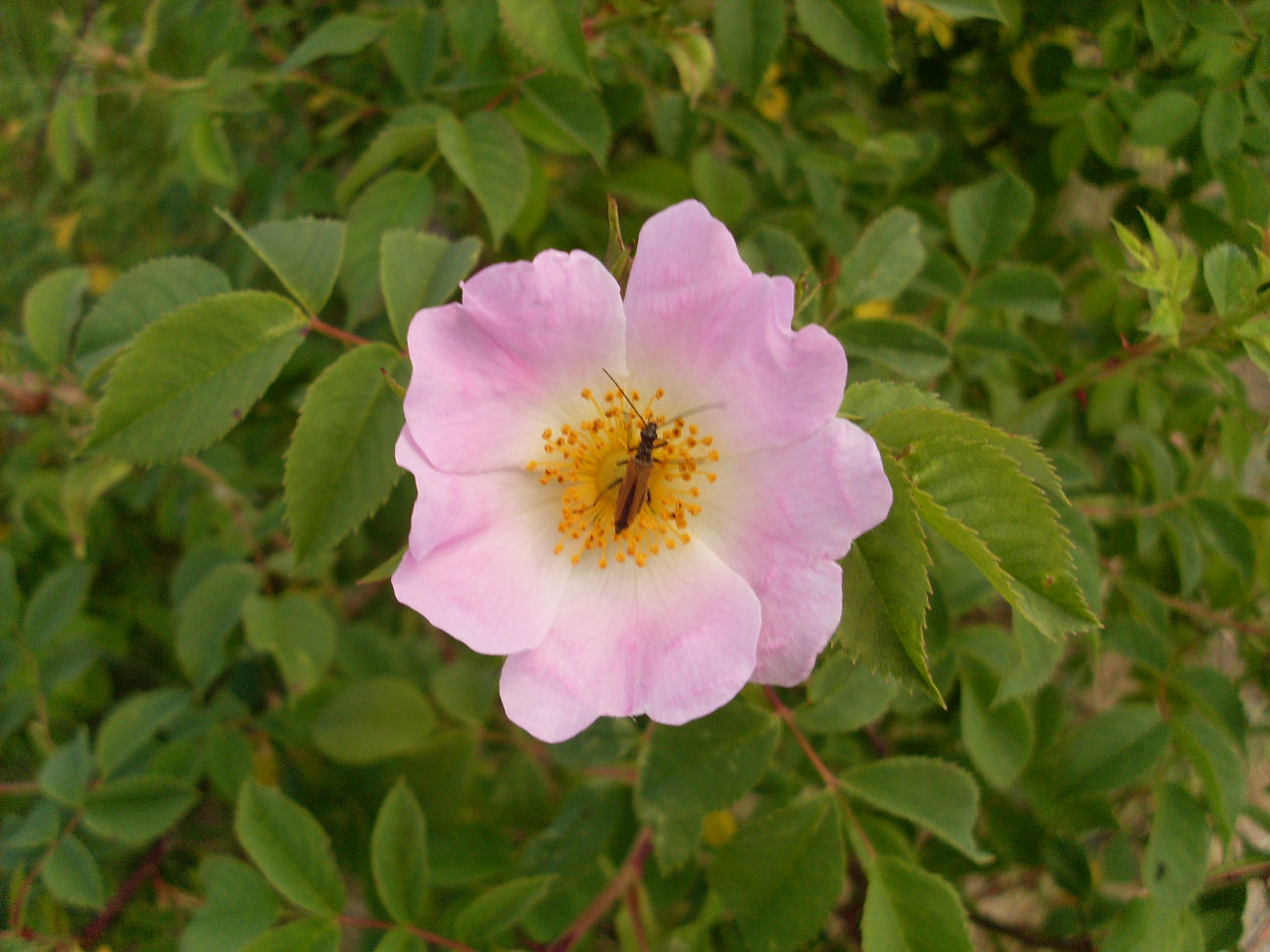
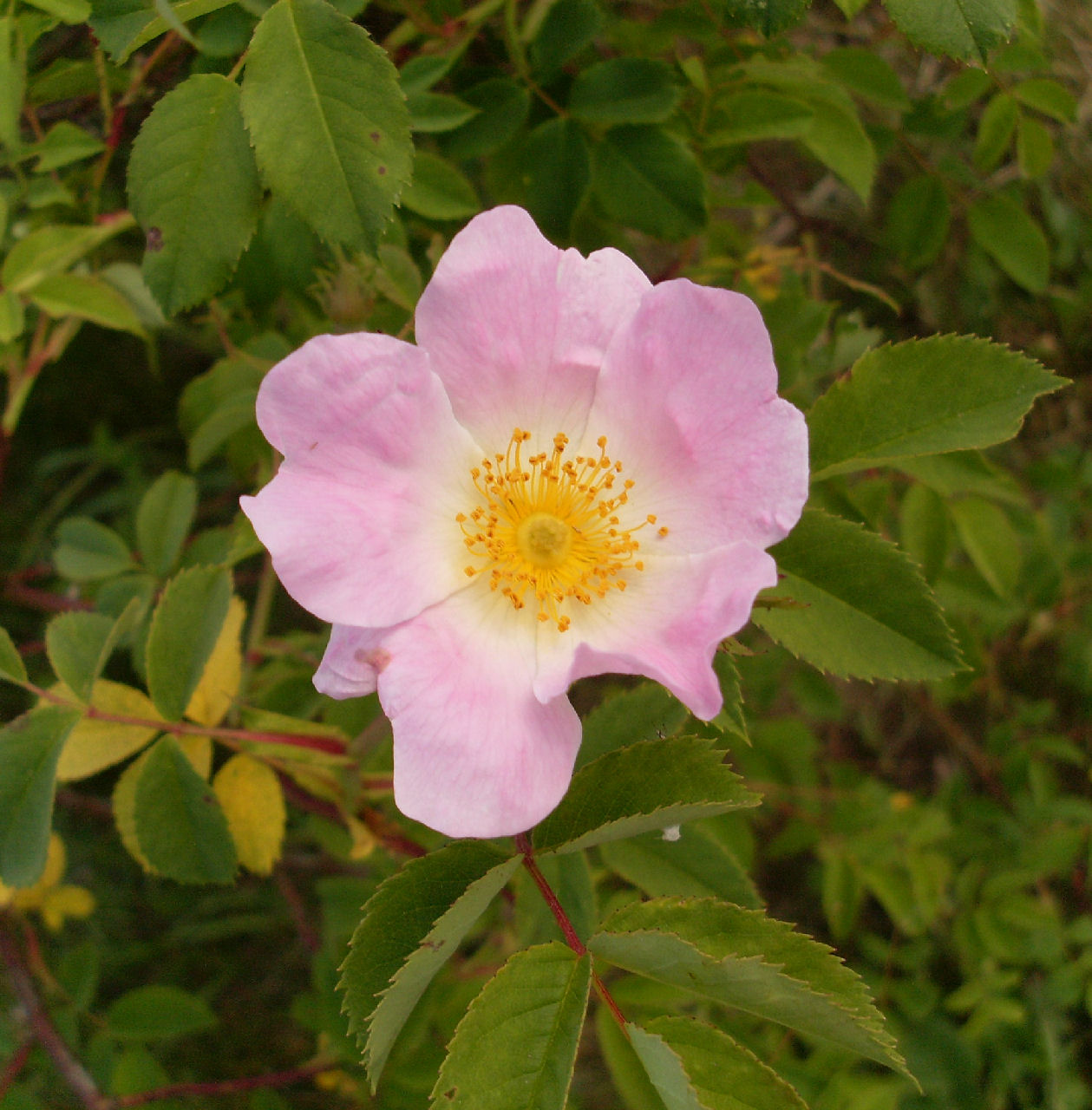